# ADE-Reaktor
Der ADE-Reaktor ist ein sowjetischer Kernreaktortyp zur Herstellung von Waffenplutonium, der ähnlich funktionierte wie die frühen Plutonium-Produktionsreaktoren der USA auf der Hanford Site. Das Konstruktionsprinzip der Reaktoren ist ähnlich dem des RBMK. Es sind leichtwassergekühlte, graphitmoderierte, mit Natururan betriebene Druckröhrenreaktoren.

## Nutzung
Die drei ADE-Reaktoren konnten zusammen 1,2 bis 1,5 Tonnen waffenfähiges Plutonium pro Jahr erzeugen, genug für 120 bis 350 Atombomben. Für die Reaktoren ADE-2, ADE-3 und ADE-4 wurden 20 Millionen US-Dollar für Sicherheitserweiterungen investiert.

## Standorte
In der kerntechnischen Anlage Schelesnogorsk stehen zwei Reaktoren dieses Typs (ADE-1 und ADE-2).
In der kerntechnischen Anlage Tomsk bei der geschlossenen Stadt Sewersk stehen drei Reaktoren dieses Typs (ADE-3, ADE-4 und ADE-5) aus den 1960er-Jahren. Die Reaktoren in Tomsk hatten eine thermische Leistung von 2500 MW.

## Abschaltung
Aufgrund der Katastrophe von Tschernobyl (1986) wurde der Reaktor ADE-1 1992 abgeschaltet. Für den Betrieb war Kühlwasser aus dem Jenissei gepumpt und an anderer Stelle wieder in den Fluss zurückgeleitet worden.
Im März 2003 unterzeichneten die USA und Russland ein Abkommen zur Vermeidung der Plutoniumproduktion, welches die Abschaltung aller ADE-Reaktoren vorsieht.
Am 20. April 2008 um 11:00 Uhr wurde der vorletzte Reaktor in Tomsk (ADE-4) abgeschaltet, derzeit werden die Brennelemente entfernt. Am 5. Juni 2008 wurde der letzte Reaktor in Tomsk (ADE-5) abgeschaltet. Der Reaktor ADE-2 wurde weiter betrieben, im April 2010 abgeschaltet und soll durch ein fossil befeuertes Wärmekraftwerk ersetzt werden. Russland sagte zu, das produzierte Material nicht für Waffen zu verwenden.